# Anna Lins
Anna Lins é uma das primeiras caboclas conhecidas da História do Brasil e foi uma das principais denunciantes de cristãos-novos por ocasião da vinda da Inquisição ao Brasil Colônia entre 1593 e 1595.

## Biografia
Fruto da união do comerciante alemão Roderich Linz com sua então escrava indígena Felipa Roiz, a existência de Anna Lins, uma das primeiras teuto-brasileiras, é registrada em documentos inquisitoriais compilados pelo padre e inquisidor português Heitor Furtado de Mendonça.
Em 10 de novembro de 1593, Anna Lins comparece espontaneamente diante de Furtado de Mendonça como denunciante dos senhores de engenho Branca Dias e Diogo Fernandes Santiago. Declara ter "trinta e oito anos, pouco mais ou menos" e se anuncia como esposa de Bartolomeu Ledo. Por ter sido aluna de Branca Dias em sua juventude, Anna Lins descreve os hábitos suspeitos que indicavam que a família de sua professora praticasse judaísmo ocultamente, dentre os quais o hábito de a família acusada não trabalhar aos sábados. Diz também ter testemunhado rejeição por parte do casal aos católicos e a Jesus, assim como supostas práticas mágicas.
Foi também denunciante de Bento Teixeira, acusando-o de hábitos religiosos proibidos à época.
Suas denúncias levaram à prisão de Bento Teixeira e das filhas de Branca Dias e Diogo Fernandes, a saber: Andressa Jorge e Brites Fernandes